# Dolce Vita (тур)
«Dolce Vita» — міжнародний концертний тур українського рок-гурту «Океан Ельзи» на підтримку однойменного альбому, що розпочався 12 березня 2010 і загалом з перервами тривав до 20 жовтня 2011 року. Тур охопив майже 90 міст України, країн СНД, Північної Америки та Європи.
12 березня відбувся перший концерт туру. Почавши з Костроми, за два місяці Океан Ельзи дав загалом 19 концертів в усіх куточках Росії — від Ростова-на-Дону до Сахаліну. Далі було шість концертів у Білорусі. У травні-червні відбулися 24 виступи в Україні. Пізніше, після двомісячної перерви, з Росії розпочалася друга частина туру. У жовтні-листопаді того ж року — 8 виступів у Північній Америці, 25 — у Росії та 1 — у Чехії. І на завершення туру було відіграно два великі концерти у Москві та Києві. У жовтні 2011 року відбулося 3 додаткові виступи (Росія, Балтійські країни), які з різних причин не вдалося провести раніше.
Тур «Dolce vita» охопив три частини світу, від Владивостока до Сан-Франциско, а його протяжність склала 91 651 км (більше двох обертів навколо Землі).

## Дати туру
| Номер  | Дата              | Місто                      | Країна    | Майданчик                                       |        |        |
| Етап 1 | Етап 1            | Етап 1                     | Етап 1    | Етап 1                                          | Етап 1 | Етап 1 |
| ------ | ----------------- | -------------------------- | --------- | ----------------------------------------------- | ------ | ------ |
| 1      | 11 березня 2010   | Москва                     | Росія     | Клуб «Коммерсант»                               |        |        |
| 2      | 12 березня 2010   | Кострома                   | Росія     | Ресторан-клуб «Волга»                           |        |        |
| 3      | 13 березня 2010   | Нижній Новгород            | Росія     | ЦКЗ «Юпітер»                                    |        |        |
| 4      | 14 березня 2010   | Самара                     | Росія     | Обласний Будинок Офіцерів                       |        |        |
| 5      | 17 березня 2010   | Липецьк                    | Росія     | Обласний ДК                                     |        |        |
| 6      | 18 березня 2010   | Воронеж                    | Росія     | Паб «Сто струмків»                              |        |        |
| 7      | 20 березня 2010   | Смоленськ                  | Росія     | Клуб «Губернський»                              |        |        |
| 8      | 25 березня 2010   | Санкт-Петербург            | Росія     | БКЗ «Жовтневий»                                 |        |        |
| 9      | 26 березня 2010   | Єкатеринбург               | Росія     | Клуб «Tele-Club»                                |        |        |
| 10     | 9 квітня 2010     | Тула                       | Росія     | ДК "Залізничників                               |        |        |
| 11     | 10 квітня 2010    | Тула                       | Росія     | Клуб-ресторан «ПивБанк»                         |        |        |
| 12     | 11 квітня 2010    | Орел                       | Росія     | Клуб «Годинник»                                 |        |        |
| 13     | 13 квітня 2010    | Волгоград                  | Росія     | Клуб «MEGA SPACE»                               |        |        |
| 14     | 14 квітня 2010    | Ставрополь                 | Росія     | Клуб «Мажор»                                    |        |        |
| 15     | 15 квітня 2010    | Краснодар                  | Росія     | ЦКЗ «Червона, 5»                                |        |        |
| 16     | 16 квітня 2010    | Ростов-на-Дону             | Росія     | Будинок офіцерів                                |        |        |
| 17     | 18 квітня 2010    | Благовєщенськ              | Росія     | Суспільно-Культурный центр (СКЦ)                |        |        |
| 18     | 20 квітня 2010    | Хабаровськ                 | Росія     | Клуб «Velicano»                                 |        |        |
| 19     | 21 квітня 2010    | Южно-Сахалінськ            | Росія     | Клуб «Олімпия Парк»                             |        |        |
| 20     | 22 квітня 2010    | Владивосток                | Росія     | Клуб «Yellow Submarine»                         |        |        |
| 21     | 11 травня 2010    | Гродно                     | Білорусь  | Клуб «Parlament»                                |        |        |
| 22     | 12 травня 2010    | Мінськ                     | Білорусь  | Палац спорту                                    |        |        |
| 23     | 13 травня 2010    | Вітебськ                   | Білорусь  | Клуб «Енергія»                                  |        |        |
| 24     | 17 травня 2010    | Берестя                    | Білорусь  | Льодовий палац                                  |        |        |
| 25     | 18 травня 2010    | Барановичі                 | Білорусь  | Льодовий палац                                  |        |        |
| 26     | 19 травня 2010    | Гомель                     | Білорусь  | Льодовий палац                                  |        |        |
| 27     | 22 травня 2010    | Львів                      | Україна   | стадіон «Україна», фестиваль «Stare Misto»      |        |        |
| 28     | 24 травня 2010    | Івано-Франківськ           | Україна   | Обласний музично-драматичний театр ім. І.Франка |        |        |
| 29     | 25 травня 2010    | Луцьк                      | Україна   | Кінотеатр «Промінь»                             |        |        |
| 30     | 26 травня 2010    | Тернопіль                  | Україна   | ПК «Березіль»                                   |        |        |
| 31     | 27 травня 2010    | Чернівці                   | Україна   | Літній театр                                    |        |        |
| 32     | 29 травня 2010    | Хмельницький               | Україна   | Філармонія                                      |        |        |
| 33     | 31 травня 2010    | Одеса                      | Україна   | Палац спорту                                    |        |        |
| 34     | 3 червня 2010     | Київ                       | Україна   | Палац спорту                                    |        |        |
| 35     | 5 травня 2010     | Харків                     | Україна   | Палац спорту                                    |        |        |
| 36     | 6 червня 2010     | Луганськ                   | Україна   | стадіон «Авангард»                              |        |        |
| 37     | 7 червня 2010     | Донецьк                    | Україна   | Палац спорту «Дружба»                           |        |        |
| 38     | 8 червня 2010     | Маріуполь                  | Україна   | ПК «Металургів»                                 |        |        |
| 39     | 10 червня 2010    | Дніпропетровськ            | Україна   | Палац спорту                                    |        |        |
| 40     | 11 червня 2010    | Полтава                    | Україна   | ПД «Листопад»                                   |        |        |
| 41     | 13 червня 2010    | Суми                       | Україна   | стадіон «Ювілейний»                             |        |        |
| 42     | 14 червня 2010    | Черкаси                    | Україна   | ДК «Дружби народів»                             |        |        |
| 43     | 15 червня 2010    | Запоріжжя                  | Україна   | Палац спорту «Юність»                           |        |        |
| 44     | 17 червня 2010    | Кривий Ріг                 | Україна   | Палац молоді та студентів                       |        |        |
| 45     | 18 червня 2010    | Херсон                     | Україна   | ККЗ «Ювілейний»                                 |        |        |
| 46     | 19 червня 2010    | Миколаїв                   | Україна   | Обласний Палац культури                         |        |        |
| 47     | 20 червня 2010    | Севастополь                | Україна   | ДК «Український культурно-інформаційний центр»  |        |        |
| 48     | 22 червня 2010    | Сімферополь                | Україна   | стадіон «Локомотив»                             |        |        |
| 49     | 24 червня 2010    | Дніпродзержинськ           | Україна   | стадіон «Перемога»                              |        |        |
| 50     | 30 червня 2010    | Ужгород                    | Україна   | Ужгородський замок                              |        |        |
| 51     | 5 серпня 2010     | Ялта                       | Україна   | Клуб «Золотий Пляж»                             |        |        |
| 52     | 11 серпня 2010    | Анталія                    | Туреччина | Анталійський Літній Театр                       |        |        |
| Етап 2 |                   |                            |           |                                                 |        |        |
| 53     | 17 вересня 2010   | Петропавловськ-Камчатський | Росія     | Дім пограничників РФ                            |        |        |
| 54     | 18 вересня 2010   | Владивосток                | Росія     | СТКК «Андеграунд»                               |        |        |
| 55     | 19 вересня 2010   | Южно-Сахалінськ            | Росія     | Клуб «Олімпия Парк»                             |        |        |
| 56     | 21 вересня 2010   | Хабаровськ                 | Росія     | Клуб «Велікано»                                 |        |        |
| 57     | 22 вересня 2010   | Красноярськ                | Росія     | Клуб «Че Гевара»                                |        |        |
| 58     | 23 вересня 2010   | Іркутськ                   | Росія     | Центр відпочинку «Єрши», клуб «Дікая лошадь»    |        |        |
| 59     | 26 вересня 2010   | Новосибірськ               | Росія     | Клуб «Ізюм»                                     |        |        |
| 60     | 27 вересня 2010   | Барнаул                    | Росія     | Клуб «Зеркало»                                  |        |        |
| 61     | 29 вересня 2010   | Омськ                      | Росія     | Омський державний музичний театр                |        |        |
| 62     | 30 вересня 2010   | Тюмень                     | Росія     | «NonStop Club»                                  |        |        |
| 63     | 1 жовтня 2010     | Єкатеринбург               | Росія     | «Теле-Клуб»                                     |        |        |
| 64     | 3 жовтня 2010     | Уфа                        | Росія     | РЦ «Огні Уфи»                                   |        |        |
| 65     | 4 жовтня 2010     | Челябінськ                 | Росія     | Центр ділового співробітництва (ЦДС)            |        |        |
| 66     | 5 жовтня 2010     | Перм                       | Росія     | Велика зала філармонії                          |        |        |
| 67     | 7 жовтня 2010     | Ульяновськ                 | Росія     | Велика зала Ленінського меморіалу               |        |        |
| 68     | 8 жовтня 2010     | Тольятті                   | Росія     | ПК «Тольятті»                                   |        |        |
| Етап 3 |                   |                            |           |                                                 |        |        |
| 69     | 15 жовтня 2010    | Чикаго                     | США       | Congress Theater                                |        |        |
| 70     | 16 жовтня 2010    | Лос-Анджелес               | США       | Vanguard                                        |        |        |
| 71     | 17 жовтня 2010    | Сан-Франциско              | США       | Fox Theater                                     |        |        |
| 72     | 19 жовтня 2010    | Сакраменто                 | США       | TBA                                             |        |        |
| 73     | 21 жовтня 2010    | Торонто                    | Канада    | Sound Academy                                   |        |        |
| 74     | 22 жовтня 2010    | Нью-Йорк                   | США       | The Grand Ballroom at the Manhattan Center      |        |        |
| 75     | 23 жовтня 2010    | Вашингтон                  | США       | FUR                                             |        |        |
| 76     | 24 жовтня 2010    | Сент-Пітерсберг            | США       | State Theater                                   |        |        |
| Етап 4 |                   |                            |           |                                                 |        |        |
| 77     | 29 жовтня 2010    | Калінінград                | Росія     | КРК «Сітіпарк»                                  |        |        |
| 78     | 30 жовтня 2010    | Санкт-Петербург            | Росія     | Гранд Готель «Європа»                           |        |        |
| 79     | 31 жовтня 2010    | Санкт-Петербург            | Росія     | Спортивний комплекс «Ювілейний»                 |        |        |
| 80     | 2 листопада 2010  | Мурманськ                  | Росія     | Обласний палац культури ім. Кірова              |        |        |
| 81     | 4 листопада 2010  | Петрозаводськ              | Росія     | БК «Машиностроїтєль»                            |        |        |
| 82     | 6 листопада 2010  | Архангельськ               | Росія     | Міський Палац Культури                          |        |        |
| 83     | 10 листопада 2010 | Прага                      | Чехія     | Клуб «SaSaZu»                                   |        |        |
| 84     | 23 листопада 2010 | Казань                     | Росія     | КРК «Піраміда»                                  |        |        |
| 85     | 24 листопада 2010 | Нижній Новгород            | Росія     | Дк ім. Леніна                                   |        |        |
| 86     | 1 грудня 2010     | Москва                     | Росія     | Крокус Сіті Холл                                |        |        |
| 87     | 3 грудня 2010     | Київ                       | Україна   | Міжнародний Виставковий Центр                   |        |        |
| Етап 5 |                   |                            |           |                                                 |        |        |
| 88     | 15 жовтня 2011    | Рига                       | Латвія    | НК «Godvil»                                     |        |        |
| 89     | 16 жовтня 2011    | Таллінн                    | Естонія   | Rock Cafe                                       |        |        |
| 90     | 20 жовтня 2011    | Томськ                     | Росія     | Клуб «Театро»                                   |        |        |